# 호소카와 다다토시
호소카와 다다토시(일본어: 細川忠利 ほそかわ ただとし[*], 덴쇼 14년 음력 11월 11일(1586년 12월 21일) ~ 간에이 18년 음력 3월 17일(1641년 4월 26일))는 에도 시대 전기의 다이묘이다. 부젠 고쿠라번(豊前小倉藩) 제2대 번주. 후에 히고 구마모토번(肥後熊本藩) 초대 번주.

## 같이 보기
- 구마모토성

| 전임 호소카와 다다오키 | 제3대 히고 호소카와가 당주 1620년 ~ 1641년 | 후임 호소카와 미쓰나오 |

| 전임 호소카와 다다오키 | 제2대 고쿠라번 번주 (히고 호소카와가) 1620년 ~ 1633년 | 후임 오가사와라 다다자네 |

| 전임 가토 다다히로 | 제1대 구마모토번 번주 (히고 호소카와가) 1633년 ~ 1641년 | 후임 호소카와 미쓰나오 |

| 전임 호소카와 다다오키 | 제2대 나카쓰 조다이 (히고 호소카와가) 1620년 ~ 1632년 | 후임 오가사와라가의 나카쓰 성 입번으로 번으로 재개 (오가사와라 나가쓰구) |